# Islas Cook en los Juegos Olímpicos de Atlanta 1996
Las Islas Cook estuvieron representadas en los Juegos Olímpicos de Atlanta 1996 por tres deportistas, dos hombres y una mujer, que compitieron en tres deportes.
El portador de la bandera en la ceremonia de apertura fue el halterófilo Sam Nunuke Pera. El equipo olímpico no obtuvo ninguna medalla en estos Juegos.